# الاتحاد الأوروبي والأمم المتحدة
اتخذ الاتحاد الأوروبي صفة المراقب الدائم في الأمم المتحدة (يو إن) منذ عام 1974، وامتلك حقوق مشاركة محسنة منذ عام 2011. لم يكن للاتحاد الأوروبي بذاته حق في التصويت لكنه مثل إلى جانب 28 من أعضائه، يعتبر اثنين منهم (فرنسا والمملكة المتحدة) أعضاء دائمين، في مجلس الأمن.

## التمثيل
حافظ الاتحاد الأوروبي على صفة المراقب المحسنة في الأمم المتحدة. بينما لم يُسمح للمراقبين العاديين مثل جامعة الدول العربية والصليب الأحمر بالتحدث أمام الدول الأعضاء في الجمعية العامة للأمم المتحدة، حصل الاتحاد الأوروبي على حق التحدث بين ممثلي المجموعات الرئيسية في 3 مايو 2011. تضمن ذلك: الحق في التحدث خلال المناقشات بين ممثلي المجموعات الرئيسية، قبل الدول الفردية؛ وتقديم الاقتراحات والتعديلات، وحق الرد، لإثارة النقاط النظامية وتعميم الوثائق. ومع ذلك لا يملك الاتحاد الأوروبي حق التصويت ولا حق الوجود في مجلس الأمن.
يُمثل الاتحاد الأوروبي من قبل رئيس المجلس الأوروبي، الممثل السامي للاتحاد الأوروبي للشؤون الخارجية والسياسة الأمنية، والمفوضية الأوروبية ووفود الاتحاد الأوروبي. ألقى رئيس المجلس الأوروبي هيرمان فان رومبوي خطاب الاتحاد الأوروبي الافتتاحي أمام الجمعية العامة في 22 سبتمبر 2011. وقبل منح حقوق التكلم الخاصة به، مُثل الاتحاد الأوروبي من قبل دولة رئاسة المجلس المتناوبة.
الاتحاد الأوروبي هو جهة من بين حوالي 50 اتفاقية أمم متحدة دولية بصفته الطرف المشارك الوحيد الذي لا يعتبر دولة. وهو المشارك الكامل في لجنة التنمية المستدامة، ومنتدى الغابات ومنظمة الزراعة والغذاء. كان أيضًا مشاركًا كاملًا في بعض مؤتمرات القمة التي عقدتها الأمم المتحدة، مثل مؤتمر ريو ومؤتمر كيوتو حول تغير المناخ، بما في ذلك استضافة القمة. وأيضًا، وطد وفد الاتحاد الأوروبي علاقات وثيقة مع هيئات المعونة التابعة للأمم المتحدة.
اتخذ الاتحاد الأوروبي عضوية مراقبيه إلى جانب 28 عضوية كاملة خاصة بدوله الأعضاء، اثنان منهم «فرنسا والمملكة المتحدة» أعضاء دائمين لمجلس الأمن التابع للأمم المتحدة «يو إن إس سي» الذين يمتلكون حق النقض. إضافةً إلى ذلك، امتلك الاتحاد الأوروبي مكانة محددة من بند جدول أعمال يو إن إس سي، ينبغي أن تطلب تلك الدول من الممثل السامي دعوتهم لتمثيل مكانة الاتحاد الأوروبي. ومع ذلك، هذا لا يؤثر في حق هذه الدول في تشكيل سياستها الخارجية «ورد في الإعلان رقم 14».

## التنسيق
نسق الاتحاد الأوروبي تصويته داخل لجان الجمعية العامة الست الرئيسية وغيرها من الهيئات والوكالات مثل المجلس الاقتصادي والاجتماعي، ووكالات الأمم المتحدة (مثل منظمة الصحة العالمية والوكالة الدولية للطاقة الذرية). وليتم ذلك، عُقد أكثر من 1000 اجتماع تنسيقي للاتحاد الأوروبي في الأمم المتحدة من أجل تطوير الموقف المشترك للاتحاد الأوروبي. تنص المادة 19 من معاهدة الاتحاد الأوروبي أيضًا على أن جهود أعضاء الاتحاد الأوروبي في مجلس الأمن يجب أن تتضافر وتعزز مصالح الاتحاد الأوروبي. تحدث الاتحاد الأوروبي أيضًا بصوت واحد في جميع مؤتمرات الأمم المتحدة الرئيسية التي عقدت منذ تسعينيات القرن التاسع عشر.
منذ بدايات السياسة الخارجية والأمنية المشتركة للاتحاد الأوروبي، زاد تنسيق تصويت الاتحاد الأوروبي من 86% في 1991-1992 إلى 97% في 1998-1999. حتى عام 2007، بقي بنفس المستوى تقريبًا، ومع انضمام الدول في عام 2004، صوتت الدول مسبقًا بالتوازي مع الاتحاد الأوروبي قبل انضمامها. ومن نتائج نسبة 15-25% من الأصوات في الجمعية العامة، كان متوسط تصويت الاتحاد الأوروبي بالإجماع في أربع أخماس المرات، في المواضيع الجدلية مثل الشرق الأوسط (محققًا إجماعًا في كل مناسبة تقريبًا منذ تسعينيات القرن التاسع عشر).
ومع ذلك، في أكتوبر2011، حصل خلاف بين المملكة المتحدة وزملائها من أعضاء الاتحاد الأوروبي لدرجة جعلت المملكة المتحدة تحظر أكثر من 70 بيان أوروبي عن لجان الأمم المتحدة.
كان الخلاف يفوق الوصف؛ تشير البيانات إلى أنها كانت باسم الاتحاد الأوروبي، عوضًا عن «الاتحاد الأوروبي والدول الأعضاء» كما أصرت المملكة المتحدة. كان الهدف من إجراءات المملكة المتحدة محاولة وقف التوجه نحو سياسة خارجية مشتركة للاتحاد الأوروبي، التي أصر عليها رئيس الوزراء البريطاني ديفيد كاميرون، ووزير الخارجية ويليام هيغ. بينما كانت القضية رمزية تمامًا، أصبحت قضية كبرى لدى كلا الطرفين، على الرغم من أن حكومة المملكة المتحدة قد انتقدت لاستخدام قيادات سياسية قيمة وإرادة جيدة في شيء لن يسفر عنه أي مكسب حقيقي، حتى وإن نجح.

## المساهمات
يدفع أفراد الدول الأعضاء، وليس الاتحاد الأوروبي ككل، رسومًا. وصل مجموع مساهمات الدول الأعضاء في الاتحاد الأوروبي إلى 30.4% من الميزانية العادية للأمم المتحدة في عام 2016 (هذا بالمقارنة مع الولايات المتحدة بنسبة 22% واليابان بنسبة 9.7%). قدمت مجموعة الدول الأعضاء في الاتحاد الأوروبي أيضًا نسبة 33.2% من تمويل بعثات حفظ السلام التابعة للأمم المتحدة، وحوالي نصف ميزانيتي صناديق الأمم المتحدة وبرامجها. تذهب ثلث ميزانية المساعدات الخاصة بالمفوضية الأوروبية تقريبًا إلى الأمم المتحدة. قدمت مجموعة الدول الأعضاء في الاتحاد الأوروبي نسبة 13.5% من أفراد حفظ السلام (11,140 من الرجال والنساء) في عام 2006.
يدير الاتحاد الأوروبي أيضًا بعثاته من أجل دعم الأمم المتحدة، مثل بعثة الاتحاد الأوروبي في الكونغو من أجل دعم قوات حفظ السلام التابعة للأمم المتحدة هناك. أسس الاتحاد الأوروبي أيضًا برنامج السلام الأفريقي وموله.
يدعم الاتحاد الأوروبي قيم الأمم المتحدة في الحرية والديمقراطية وحقوق الإنسان. تستشهد مقدمة معاهدة الاتحاد الأوروبي بمقالات ميثاق الأمم المتحدة لحقوق الإنسان، وهي فعالة جدًا في مجلس حقوق الإنسان التابع للأمم المتحدة. كان الاتحاد الأوروبي أيضًا مفيدًا في إعداد نظام المقررين المميزين التابعين للأمم المتحدة بشأن قضايا حقوق الإنسان.

## نبذة تاريخية
مانعت الدول الأوروبية الغربية لفترة طويلة ما يخص التعاون مع الأمم المتحدة. في 11 أكتوبر 1974، منحت الجمعية العامة للأمم المتحدة صفة المراقب للجماعة الاقتصادية الأوروبية «إي إي سي» الممثلة من قبل المفوضية الأوروبية في مدينة نيويورك. وكانت أول كيان غير دولي يمنح صفة المراقب ويمنح حقوق المشاركة، وبشكل خاص في المجلس الاقتصادي والاجتماعي: أدارت «إي إي سي» سياسة تجارية مشتركة في وقت مبكر جدًا، ومثلت المفوضية الأوروبية في مثل هذه الأمور الاتحاد الأوروبي، وفي حالات أخرى قامت رئاسة المجلس بذلك.
على الرغم من كونه مراقبًا، انضم الاتحاد الأوروبي إلى العديد من المعاهدات، واكتسب المشاركة الكاملة في عدد من هيئات الأمم المتحدة «انظر إلى التمثيل في الأعلى» وفي عام 1991، كان أول هيئة غير دولية أصبحت عضوًا يمتلك حق التصويت الكامل في إحدى وكالات الأمم المتحدة: منظمة الزراعة والغذاء. في عام 2001، كان أول كيان غير دولي مضيف لمؤتمر القمة، عقد مؤتمر الأمم المتحدة من أجل البلدان الأقل نماءً في بروكسل، بلجيكا.